# 파비우 세자르 몬테지니
파비우 세자르 몬테지니(아랍어: فابيو سيزار مونتيزإني, 포르투갈어: Fábio César Montezine, 1979년 2월 24일 브라질 론드리나 ~ )는 카타르의 축구 선수로, 현재 알라얀 소속으로 활동하고 있다.
브라질의 명문 클럽인 상파울루 소속으로 데뷔했으며 2001년부터 2004년까지 이탈리아의 나폴리 소속으로 활약하였다. 그 후 2005년에 카타르 리그의 알아라비로 이적했으며 2006년부터 2010년까지 움 살랄 소속으로 활약하면서 팀의 플레이 메이커 역할을 맡았고 2009년에는 팀의 AFC 챔피언스리그 4강 진출에 공헌하였다. 2008년 카타르로 귀화했으며 같은 해에 카타르 축구 국가대표팀 선수로 발탁되었다.